# Убивства на радіо
Вбивства на радіо (англ. Radioland Murders) — американська комедія 1994 року.

## Сюжет
У 1939 році в ефір США виходить радіостанція WBN. У ніч прем'єри в студії знаходиться багато людей: нервуючі актори, роздратований спонсор, некомпетентний режисер, низькооплачуваний сценарист, заклопотаний власник станції, його секретарка Пенні Хендерсон, її колишній чоловік Роджер, що вимагає від неї повернутися назад і багато інших. І ось вже коли ефір розпочався, в нього несподівано вклинюється незнайомий чоловічий голос і погрожує смертю всім, хто знаходиться в студії. За одну ніч в приміщенні нової радіостудії відбувається ціла серія загадкових вбивств. Лейтенанту поліції Кросу, відповідальному за розслідування, належить з'ясувати, хто ж вбивця.

## У ролях
| Актор                 | Роль                |
| --------------------- | ------------------- |
| Крістофер Ллойд       | Золтан              |
| Нед Бітті             | генерал Волт Велен  |
| Майкл МакКін          | Рік Рочестер        |
| Мері Стюарт Мастерсон | Пенні Хендерсон     |
| Джефрі Тембор         | Волт Велен молодший |
| Брайон Джеймс         | Берні Кінг          |
| Брайан Бенбен         | Роджер Хендерсон    |
| Джордж Бернс          | Мілт Лакей          |
| Скотт Майкл Кемпбелл  | Біллі               |
| Майкл Лернер          | лейтенант Крос      |
| Стівен Тоболовскі     | Макс Епплвайт       |
| Ларрі Міллер          | Герман Кетзенбек    |
| Аніта Морріс          | Клодетт Кетзенбек   |
| Корбін Бернсен        | Декстер Морріс      |
| Розмарі Клуні         | Анна                |
| Боб Голдтуейт         | сценарист           |
| Роберт Волден         | Томмі               |
| Ділан Бейкер          | Джаспер             |
| Біллі Барті           | грає самого себе    |
| Трейсі Берд           | грає самого себе    |
| Кенді Кларк           | мати Біллі          |
| Енн Де Сальва         | сценаристка         |
| Дженніфер Дандас      | Дейдра              |
| Бо Хопкінс            | батько Біллі        |